# Golf na Letniej Uniwersjadzie 2007
Golf na Letniej Uniwersjadzie 2007 w Bangkoku odbył się w dniach 14–17 sierpnia w Parku Water Mill Golf and Gardens. Tabelę medalową wygrali golfiści z Meksyku z dorobkiem trzech medali. 

## Medaliści
| Konkurencja        |                                                                                          | Wynik    |                                                                                    | Wynik    |                                                                                         | Wynik    |
| ------------------ | ---------------------------------------------------------------------------------------- | -------- | ---------------------------------------------------------------------------------- | -------- | --------------------------------------------------------------------------------------- | -------- |
| Gra poj. mężczyzn  | Ming-chuan Chen                                                                          | 281 (-7) | Charles Ford                                                                       | 286 (-2) | Yuki Usami                                                                              | 286 (-2) |
| Gra poj. kobiet    | Danielle Mc Veigh                                                                        | 292 (+4) | Diana Cantu                                                                        | 296 (+8) | Hiroko Ayada                                                                            | 297 (+9) |
| Drużynowo mężczyzn | Tajlandia · Kirad. Aphibarnrat · Ekalak Vaisayakul · Varun Israbhakdi · Varut Chomchalem | 863      | Meksyk · Z. Yoshio Yamamoto · Roberto Diaz · Julian Valenciana · Santiago Quirarte | 864      | Japonia · Yuki Usami · Ryutaro Nagano · Yuta Ikeda · Daisuke Yasumoto                   | 866      |
| Drużynowo kobiet   | Meksyk · Diana Cantu · Liliana Alvarez · Pamela Ontiveros                                | 601      | Irlandia · Danielle Mc Veigh · Niamh Kitching · Gillian O’Leary                    | 602      | Stany Zjednoczone · Jennifer Tangtiphaiboontana · Mary Ellen Jacobs · Selanee Henderson | 603      |

## Tabela medalowa
| Poz. | Państwo           |   |   |   | Łącznie |
| ---- | ----------------- | - | - | - | ------- |
| 1    | Meksyk            | 1 | 2 | 0 | 3       |
| 2    | Irlandia          | 1 | 1 | 0 | 2       |
| 3=   | Tajlandia         | 1 | 0 | 0 | 1       |
| 3=   | Chińskie Tajpej   | 1 | 0 | 0 | 1       |
| 5    | Wielka Brytania   | 0 | 1 | 0 | 1       |
| 6    | Japonia           | 0 | 0 | 3 | 3       |
| 7    | Stany Zjednoczone | 0 | 0 | 1 | 1       |
| Poz. | Łącznie           | 4 | 4 | 4 | 12      |